# Abas I di Armenia
Abas I di Armenia, in armeno Աբաս Ա.?, (880 – 953), è stato un sovrano armeno del Regno di Armenia dal 928 al 953.

## Biografia
Della dinastia dei Bagratidi, era figlio di Smbat I e fratello di Ashot "Yerkat" II. Contrariamente al modo di governare dei suoi predecessori, il regno di Abas fu caratterizzato da anni di pace, stabilità e prosperità, di cui l'Armenia non aveva potuto godere per decenni.
La sua capitale fu la città-fortezza di Kars e Abas conseguì numerosi successi sia sul fronte interno che estero.
Nello stesso anno dell'incoronazione (928 d.C.), Abas si recò a Dvin, dove fu in grado di convincere il governatore arabo a rilasciare parecchi ostaggi armeni e restituire il controllo del palazzo pontificio all'Armenia.
La conflittualità con gli Arabi fu minima, eccezion fatta per una sconfitta militare che Abas subì nei pressi della città santa di Vagharshapat.
Egli usò toni molto meno conciliatori nei confronti dei Bizantini, che dimostrarono ripetutamente la loro inaffidabilità come alleati, attaccando ed annettendo territori armeni.
Per sua fortuna, l'imperatore Romano I Lecapeno era più concentrato sul combattere gli arabi Hamdanidi, lasciando Abas virtualmente libero di condurre le sue politiche senza interferenze straniere.
Inoltre, Abas affrontò un'invasione da parte del re Ber dell'Abkhazia nel 943: quando una nuova chiesa stava per essere completata in Kars per volere di Abas, prima della sua consacrazione, apparve Ber con un esercito lungo il fiume Aras, richiedendo che la nuova chiesa fosse consacrata secondo il rito calcedone.
Abas rifiutò qualunque concessione e tese un'imboscata alle forze di Ber con un assalto all'alba. In seguito, si verificarono parecchie schermaglie, al termine delle quali Ber fu catturato dalle milizie di Abas. Abas portò il re alla sua nuova chiesa e gli disse che non l'avrebbe più rivisto, accecandolo e inviandolo indietro in Abkhazia.
Abas morì nel 953, lasciando il suo regno ai suoi due figli, Ashot III e Mushegh.